# ديان لاد
ديان لاد (بالإنجليزية: Diane Ladd)‏ (ولدت في 29 نوفمبر 1932) ممثلة ومخرج سينمائية ومنتجة ومؤلفة أمريكية ظهرت في أكثر من 120 دوار سينمائية و تلفزيونية. فازت عن دور «فلورنسا جان كاسلبيري» في فيلم أليس لم تعد تعيش هنا عام 1974 ، بجائزة بافتا لأفضل ممثلة في دور مساند ، ورشحت لنيل جائزة الأوسكار لأفضل ممثلة مساعدة. كما فازت بجائزة غولدن غلوب لأفضل ممثلة مساعدة في التلفزيون عن دورها في المسلسلس التلفزيوني الكوميدي أليس بين عامي (1980-1981)، وكما تلقت ترشيحات لنيل جائزة الأوسكار عن دورها في وايلد ات هارت (1990) و رامبلينغ روز (1991). وتشمل ظهورها في عدة أفلام أخرى منها فيلم تشيناتون (1974)، و فيلم أشباح ميسيسيبي (1996)، و فيلم الألوان الأساسية (1998)، 28 يوما (2000)، لاد هي أم الممثلة لورا ديرن، من زوجها السابق، الممثل بروس ديرن.

## أعمالها
- اختيار غرايسي

## روابط خارجية
- ديان لاد على موقع IMDb (الإنجليزية)
- ديان لاد على موقع روتن توميتوز (الإنجليزية)
- ديان لاد على موقع ألو سيني (الفرنسية)
- ديان لاد على موقع تيرنر كلاسيك موفيز (الإنجليزية)
- ديان لاد على موقع أول موفي (الإنجليزية)
- ديان لاد على موقع قاعدة بيانات برودواي على الإنترنت (الإنجليزية)
- ديان لاد على موقع قاعدة بيانات الأفلام السويدية (السويدية)
- ديان لاد على موقع إن إن دي بي (الإنجليزية)
- ديان لاد على موقع ديسكوغز (الإنجليزية)
- ديان لاد على موقع قاعدة بيانات الفيلم (الإنجليزية)
- Diane Ladd profile at Allmovie.com; accessed May 9, 2014.
- Diane Ladd biodata (with wrong year of birth), alicehyatt.com; accessed May 9, 2014.